# Великанович, Юрий Дмитриевич
Ю́рий Дми́триевич Великано́вич (укр. Ю́рій Дми́трович Великано́вич; 1910, с.Ильник Австро-Венгрия — 7 сентября 1938, Испания) — участник Гражданской войны в Испании. Член Коммунистической партии Западной Украины.

## Биография
Юрий Великанович родился в семье учителей Эмилии и Дмитрия Великановичей в селе Ильник (Австро-Венгрия), там же окончил начальную школу. С 1920 года учился в украинской гимназии во Львове. Затем поступил на филологический факультет в университет Яна Казимира (теперь Львовский национальный университет им. Ивана Франко). Будучи студентом, в 1928 году вступил в Компартию Западной Украины, за что неоднократно подвергался преследованиям со стороны властей.
С лета 1936 года — боец интернациональных бригад в Испании во время Гражданской войны в Испании 1936—1939.
С июля 1937 года — в роте имени Тараса Шевченко. В печати интернациональных соединений выступал со статьями и корреспонденциями на польском, испанском, украинском языках о жизни и творчестве Тараса Шевченко, о боевом пути роты («Тарас Шевченко», «Украинцы в интернациональных бригадах», «Тарас Шевченко на Арагонском фронте» и прочие).
4 сентября 1938 года в бою на реке Эбро был смертельно ранен.

## Память
Во Львове Юрию Великановичу в советский период был установлен памятник работы Теодозии Брыж, а одна из улиц получила его имя (переименована властями после получения независимости в 1993 году в улицу Александра Мишуги). На одноименной улице была открыта школа с улубленным изучением испанского языка.
В мае 2015 года вандалы отрезали голову статуе. Памятник демонтировали для реставрации, а затем вернули на место.
В ночь на 2 декабря 2017 националистической организацией С14 во Львове был свергнут памятник Великановичу, а на постаменте написано красной краской: «Комуняку геть».